# Boitzenburger Land
Boitzenburger Land – gmina w Niemczech, w kraju związkowym Brandenburgia, w powiecie Uckermark.
Na terenie gminy znajduje się zamek Boitzenburg.

## Podział administracyjny
W skład gminy wchodzą następujące dzielnice:
| - Abbaue (Kuhz) - Abbaue (Warthe) - Berkholz - Boisterfelde - Boitzenburg - Bröddin - Brüsenwalde - Buchenhain - Krewitz - Charlottenthal - Duster Möll - Egarsee - Funkenhagen - Fürstenau - Galliep | - Hardenbeck - Haßleben - Jakobshagen - Karolinenhof - Kipp - Kirchenfelde - Klaushagen - Kollinshof - Krüseliner Mühle - Kuhz - Lichtenhain - Lindensee - Luisenfelde - Mahlendorf - Mathildenhof | - Mellenau - Rosenow - Ruhhof - Rummelpforter Mühle - Stabeshöhe - Steinrode - Sternthal - Suhrhof - Thomsdorf - Warthe - Wichmannsdorf - Zerwelin |